# ロブ・スケーヒル
ロバート・ジョゼフ・スケーヒル（Robert Joseph Scahill, 1987年2月15日 - ）は、アメリカ合衆国イリノイ州デュページ郡ウィンフィールド出身の元プロ野球選手（投手）。右投左打。

## 経歴

### プロ入り前
2008年のMLBドラフト48巡目（全体1448位）でニューヨーク・ヤンキースから指名されたが、契約には至らなかった。

### プロ入りとロッキーズ時代
2009年のMLBドラフト8巡目（全体241位）でコロラド・ロッキーズから指名され、6月16日に契約。契約後、傘下のA-級トリシティ・ダストデビルズでプロデビュー。15試合に先発登板して1勝4敗、防御率3.14、58奪三振を記録した。
2010年はA+級モデスト・ナッツでプレーし、27試合に先発登板して10勝7敗、防御率4.73、140奪三振を記録した。
2011年はAA級タルサ・ドリラーズでプレーし、27試合に先発登板して12勝11敗、防御率3.92、104奪三振を記録した。
2012年2月2日にロッキーズとマイナー契約で再契約し、開幕をAAA級コロラドスプリングス・スカイソックスで迎えた。29試合に先発登板して9勝11敗、防御率5.68、159奪三振を記録した。9月6日にロッキーズとメジャー契約を結んでアクティブ・ロースター入りすると、11日のサンフランシスコ・ジャイアンツ戦でメジャーデビュー。3点ビハインドの9回表から登板し、1回を1安打無失点に抑えた。この年メジャーでは6試合に登板して防御率1.04 、4奪三振を記録した。
2013年3月5日にロッキーズと1年契約に合意。3月24日にAAA級コロラドスプリングスへ配属され、そのまま開幕を迎えた。4月21日にジョーリス・チャシーンが故障者リスト入りしたため、メジャーへ昇格。シーズン初登板となった4月23日のアトランタ・ブレーブス戦では、3回を1安打無失点に抑えたが、翌24日にAAA級コロラドスプリングスへ降格した。5月16日にジェフ・フランシスが故障者リスト入りしたため、メジャーへ再昇格した。同日のジャイアンツ戦では2.1回を無失点に抑えたが、5月18日にAAA級コロラドスプリングスへ降格。5月29日に再びメジャーへ昇格した後、6月30日にAAA級コロラドスプリングスへ降格。8月23日にラファエル・ベタンコートが故障者リスト入りしたため、メジャーへ昇格した。9月19日のセントルイス・カージナルス戦で、同点の延長15回表から登板し、1回を無失点に抑え、直後の15回裏にロッキーズがサヨナラ勝ちしたため、メジャー初勝利を挙げた。この年は23試合に登板して1勝0敗、防御率5.13、20奪三振を記録した。
2014年3月9日にロッキーズと1年契約に合意。3月22日にAAA級コロラドスプリングスへ配属され、そのまま開幕を迎えた。AAA級コロラドスプリングスでは24試合に登板して1勝1敗、防御率3.93だった。6月22日にメジャーへ昇格した。昇格後は3試合に登板したが、7月4日にAAA級コロラドスプリングスへ降格した。その後、シーズン終了まで2度昇格し、最終的にこの年は12試合に登板して1勝0敗、防御率4.80、11奪三振を記録した。オフの11月4日にDFAとなった。

### パイレーツ時代
2014年11月11日にトレードで、ピッツバーグ・パイレーツへ移籍した。
2015年、自己最多の28試合にリリーフ登板し、10試合以上に投げたシーズンとしては自己ベストの防御率2.64を記録。4敗を喫したが、2勝と24奪三振も自己最多の数値であり、ミニブレークした。
2016年7月3日にDFAとなった。この年チームを出るまでに15試合にリリーフ登板し、防御率4.41・WHIP1.47を記録した。また、マイナーではAAA級インディアナポリス・インディアンスで13試合にリリーフ登板し、0勝2敗、防御率4.00、WHIP1.72だった。ただ、マイナーでの奪三振率は9.0だった。

### ブルワーズ時代
2016年7月12日にウェイバー公示を経てミルウォーキー・ブルワーズへ移籍し、マイナー・オプションで傘下のAAA級コロラドスプリングスへ配属され、8月8日にメジャーに昇格した。ブルワーズ加入後は16試合にリリーフ登板し、防御率2.45・WHIP1.04と好投を見せた。また、コロラドスプリングスでは、8試合の登板で防御率4.82を記録した。同年のメジャー合算成績は、31試合のリリーフ登板で防御率3.38、WHIP1.24だった。マイナーでの合算では21試合で防御率4.28、WHIP1.72だった。
2017年1月30日にエイーレ・アドリアンサの獲得のためにDFAとなり、2月6日に40人枠から外れる形でAAA級コロラドスプリングスへ配属された。5月1日にメジャー契約を結び、アクティブ・ロースター入りした。6月13日にDFA、15日に40人枠から外れる形でAAA級コロラドスプリングスへ配属された。6月30日に再びメジャー契約を結んでアクティブ・ロースター入りした。7月23日にDFA、26日に40人枠から外れる形でAAA級コロラドスプリングスへ配属された。レギュラーシーズン終了後の10月4日にFAとなった。

### ホワイトソックス時代
2018年1月22日にシカゴ・ホワイトソックスとマイナー契約を結び、スプリングトレーニングに招待選手として参加することになった。この年マイナーでは傘下のAAA級シャーロット・ナイツでプレーし、52試合に登板して3勝4敗5セーブ、防御率5.64、71奪三振を記録した。9月8日にメジャー契約を結んでアクティブ・ロースター入りした。この年メジャーでは6試合に登板して防御率5.40 、3奪三振を記録した。レギュラーシーズン終了後の10月26日にマイナー契約でAAA級シャーロットへ配属された後、FAとなった。

### カブス傘下時代
2019年1月18日にシカゴ・カブスとマイナー契約を結んだ。

## 詳細情報

### 年度別投手成績
| 年 度    | 球 団    | 登 板 | 先 発 | 完 投 | 完 封 | 無 四 球 | 勝 利 | 敗 戦 | セ 丨 ブ | ホ 丨 ル ド | 勝 率 | 打 者 | 投 球 回 | 被 安 打 | 被 本 塁 打 | 与 四 球 | 敬 遠 | 与 死 球 | 奪 三 振 | 暴 投 | ボ 丨 ク | 失 点 | 自 責 点 | 防 御 率 | W H I P |
| -------- | -------- | ----- | ----- | ----- | ----- | -------- | ----- | ----- | -------- | ----------- | ----- | ----- | -------- | -------- | ----------- | -------- | ----- | -------- | -------- | ----- | -------- | ----- | -------- | -------- | ------- |
| 2012     | COL      | 6     | 0     | 0     | 0     | 0        | 0     | 0     | 0        | 0           | ----  | 33    | 8.2      | 7        | 0           | 3        | 0     | 0        | 4        | 0     | 0        | 1     | 1        | 1.04     | 1.15    |
| 2013     | COL      | 23    | 0     | 0     | 0     | 0        | 1     | 0     | 0        | 1           | 1.000 | 149   | 33.1     | 40       | 5           | 9        | 1     | 4        | 20       | 1     | 0        | 19    | 19       | 5.13     | 1.47    |
| 2014     | COL      | 12    | 0     | 0     | 0     | 0        | 1     | 0     | 0        | 0           | 1.000 | 72    | 15.0     | 17       | 3           | 9        | 2     | 1        | 11       | 0     | 0        | 8     | 8        | 4.80     | 1.73    |
| 2015     | PIT      | 28    | 0     | 0     | 0     | 0        | 2     | 4     | 0        | 1           | .333  | 142   | 30.2     | 33       | 3           | 16       | 5     | 1        | 24       | 1     | 0        | 15    | 9        | 2.64     | 1.60    |
| 2016     | PIT      | 15    | 0     | 0     | 0     | 0        | 0     | 0     | 0        | 1           | ----  | 71    | 16.1     | 18       | 1           | 6        | 0     | 2        | 13       | 1     | 0        | 9     | 8        | 4.41     | 1.47    |
| 2016     | MIL      | 16    | 0     | 0     | 0     | 0        | 0     | 0     | 0        | 1           | ----  | 76    | 18.1     | 16       | 1           | 3        | 0     | 2        | 14       | 0     | 0        | 5     | 5        | 2.45     | 1.04    |
| '16計    | MIL      | 31    | 0     | 0     | 0     | 0        | 0     | 0     | 0        | 2           | ----  | 147   | 34.2     | 34       | 2           | 9        | 0     | 4        | 27       | 1     | 0        | 14    | 13       | 3.38     | 1.24    |
| 2017     | MIL      | 18    | 0     | 0     | 0     | 0        | 1     | 3     | 0        | 0           | .250  | 97    | 22.1     | 21       | 3           | 10       | 4     | 3        | 10       | 2     | 0        | 14    | 11       | 4.43     | 1.39    |
| 2018     | CWS      | 6     | 0     | 0     | 0     | 0        | 0     | 0     | 0        | 0           | ----  | 25    | 5.0      | 5        | 0           | 3        | 0     | 2        | 3        | 1     | 0        | 4     | 3        | 5.40     | 1.60    |
| MLB：7年 | MLB：7年 | 124   | 0     | 0     | 0     | 0        | 5     | 7     | 0        | 4           | .417  | 665   | 149.2    | 157      | 16          | 59       | 12    | 15       | 99       | 6     | 0        | 75    | 64       | 3.85     | 1.44    |

- 2018年度シーズン終了時

### 背番号
- 62（2012年 - 2014年）
- 52（2015年 - 2016年途中、2018年）
- 58（2016年途中 - 2017年）